# Sainte-Françoise, Centre-du-Québec
Sainte-Françoise är en kommun i provinsen Québec i Kanada. Den ligger i regionen Centre-du-Québec, i den sydöstra delen av landet, 300 km öster om huvudstaden Ottawa.